# Gerda Krause
Gerda Krause (* 13. Juli 1947 in Berlin-Pankow) ist eine deutsche Politikerin (PDS). Sie war von 1994 bis 2002 Mitglied im Landtag Sachsen-Anhalt.

## Ausbildung und Leben
Gerda Krause legte 1966 das Abitur ab und erwarb 1966 den Facharbeiterbrief als Spitzendreherin. Nach dem Hochschulabschluss als Diplomlehrerin arbeitete sie 1970 bis 1978 als Lehrerin, 1979 bis 1981 stellvertretende Direktorin für außerunterrichtliche Tätigkeit und 1980 bis 1982 als Kreisschulinspektorin, 1982 bis 1983 war stellvertretende Direktorin für außerunterrichtliche Tätigkeit und 1983 bis Dezember 1990 Direktorin, sie hatte unterschiedliche Funktionen in der Schulparteiorganisation. Nach der Wende verblieb sie im Schuldienst und war 1990 bis 1994 Lehrerin.
Gerda Krause ist konfessionslos, verheiratet und hat zwei Töchter.

## Politik
Gerda Krause war Mitglied der SED und nach der Umbenennung 1990 der PDS: 1990 bis 1992 war sie Mitglied des PDS-Gebietsvorstandes, 1992 bis 1994 Mitglied des PDS-Landesvorstandes. Bei der Landtagswahl in Sachsen-Anhalt 1994 und 1998 wurde sie über die Landesliste in den Landtag gewählt. Im Landtag war sie stellvertretende Vorsitzende des Ausschusses für Arbeit, Gesundheit und Soziales.

## Veröffentlichungen
- Eröffnung und Zum Abschluss unseres Friedenssymposiums. In: Deutschland – europäische Zivilmacht oder weltweit agierende Militärmacht? Beiträge zum 16. Dresdner Friedenssymposium am 16. Februar 2008. (Hrsg.) Dresdener Studiengemeinschaft Sicherheitspolitik (DSS) e. V.: DSS-Arbeitspapiere, Dresden 2008, Heft 90, S. 4–7 und 33 f.
- Eröffnung. In: Frieden schaffen ohne Waffen. Beiträge zum 18. Dresdner Friedenssymposium am 20. Februar 2010. (Hrsg.) Dresdener Studiengemeinschaft Sicherheitspolitik (DSS) e. V.: DSS-Arbeitspapiere, Dresden 2010, Heft 98, S. 4–7.